# Districtes d'Albània

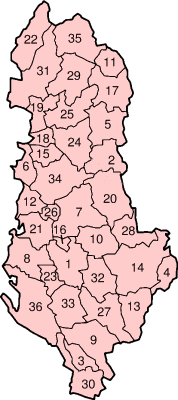
Districtes d'Albània

Albània es divideix en 36 districtes (en Albanès:rrethe). Els districtes s'agrupen en 12 comtats.
La Capital, Tirana, té un estatus especial.
Els districtes són :
| - 1.Districte de Berat - 2.Districte de Bulqize - 3.Districte de Delvine - 4.Districte de Devoll - 5.Districte de Dibër - 6.Districte de Durrës - 7.Districte d'Elbasan - 8.Districte de Fier - 9.Districte de Gjirokastër - 10.Districte Gramsh - 11.Districte de Has - 12.Districte de Kavajë - 13.Districte de Kolonjë - 14.Districte de Korçë - 15.Districte de Krujë - 16.Districte de Kucove - 17.Districte de Kukës - 18.Districte de Kurbin | - 19.Districte de Lezhë - 20.Districte de Librazhd - 21.Districte de Lushnjë - 22.Districte de Malesi i Madhe - 23.Districte de Mallakastër - 24.Districte de Mat - 25.Districte de Mirditë - 26.Districte de Peqin - 27.Districte de Përmet - 28.Districte de Pogradec - 29.Districte de Pukë - 30.districte de Saranda - 31.Districte de Shkodër - 32.Districte de Skrapar - 33.Districte de Tepelenë - 34.Districte de Tirana - 35.Districte de Tropojë - 36.Districte de Valona |